# Enzo Elias
Enzo Weisheimer Elias (Brasília, 8 de fevereiro de 2002) é um automobilista brasileiro que atualmente compete na Stock Car Brasil pela Scuderia Bandeiras. Estreou na categoria como titular em 2023, pela Crown Racing. É bicampeão geral da Porsche Cup Brasil e pentacampeão em diferentes classes.

## Biografia
Enzo Weisheimer Elias é natural de Brasília, sendo filho dos empresários Anuar Elias e Indianara Weisheimer, e possui uma irmã chamada Thaisa. Fora das pistas, Enzo também é estudante universitário de Publicidade e Propaganda. Nas horas vagas, Enzo tem como hobbies tocar violão, praticar esportes como futebol e tênis, saltar de paraquedas e fazer churrasco com os amigos e a família.

## Carreira

### Kart
Elias começou no cartismo em 2013, aos 11 anos, durante suas férias escolares. Conquistou seus primeiros títulos em 2015 e 2016: o Top Kart Brasil, 15º Super Kart Brasil, 20º Super Kart Brasil, Brasiliense de Kart e Copa Guará de Kart.

### F3 Brasil
Elias debutou nos monopostos em 2017, ao correr na F3 Academy (antiga F3 Brasil Lights), categoria Junior da Fórmula 3 Brasil, com a HitechGP. Na sua classe, Elias teve duas vitórias e onze pódios, o que o colocou em terceiro lugar, atrás do vice Leonardo Barbosa e do campeão Igor Fraga.

### Porsche Carrera Cup Brasil
Elias foi finalista do Programa Júnior Porsche Carrera Cup Brasil em 2018 e começou a correr na Porsche Carrera Cup 3.8, e em 2019, venceu quatro corridas e fez cinco poles positions em sua primeira temporada completa. Se sagrou campeão aos dezesseis anos, tornando-se o mais jovem do mundo a conquistar um título de um campeonato Porsche.
Ele foi vice-campeão na Porsche Carrera Cup 4.0 no ano seguinte, com o título indo para o experiente Miguel Paludo. Em 2021, foi campeão das classes Endurance e Overall da Carrera Cup, além de representar o Brasil no Porsche Motorsport Junior Programme, na Espanha. Em 2022, Elias venceu a classe geral na Porsche Carerra Cup em 2022, ao somar sete pódios, incluindo cinco vitórias, e 190 pontos. Esse feito lhe rendeu o prêmio Capacete de Ouro na categoria Nacional.

### Stock Car Pro Series
Em 2022, Elias fez sua primeira participação na Stock Car Brasil, ao disputar a Corrida de Duplas com Galid Osman, e logo de cara, conquistou sua primeira vitória na corrida 2.
Elias estreou como titular na Stock Car em 2023 pela Crown Racing, sendo parceiro do ex-F1 e campeão da Fórmula E Nelson Piquet Jr. Elias pontuou em nove provas, com seu melhor resultado sendo um quinto lugar na corrida 1 de Interlagos, e ele se classificou em 26º, com 81 pontos, tendo uma desvantagem de 110 pontos de Nelsinho, o décimo quarto.

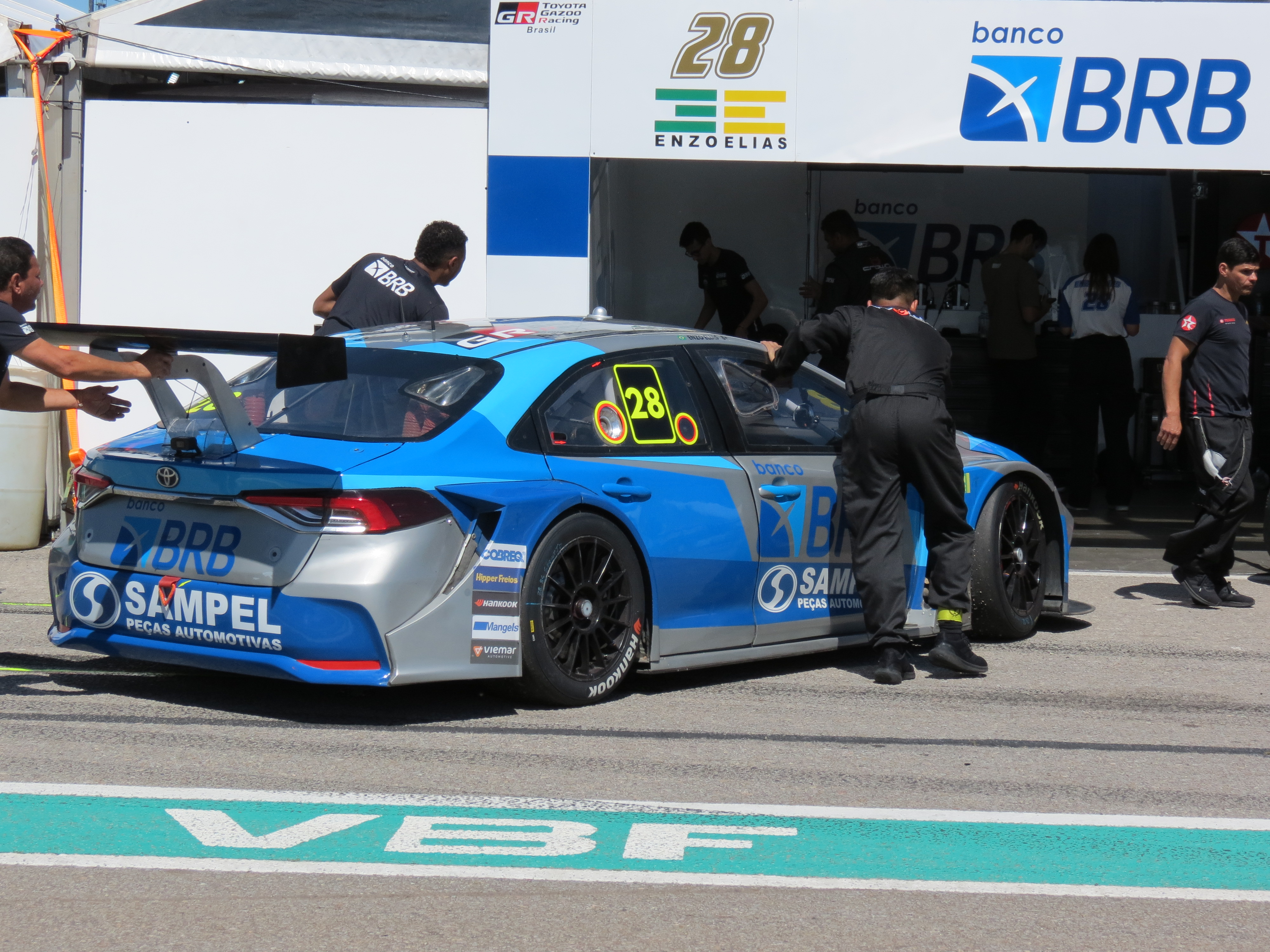
Carro de Elias durante a etapa de El Pinar da Stock Car Brasil de 2024

Em 2024, Elias permaneceu na Crown, enquanto Piquet foi substituído por Felipe Baptista. Essa temporada marcou uma evolução de Elias, que foi constante entre os quinze primeiros colocados e conquistou três segundos lugares. E ele ainda largou três vezes da primeira fila, a primeira no Velo Città, a segunda na sprint de Belo Horizonte, e a terceira no Velopark. No entanto, seu desempenho na etapa gaúcha foi manchado pela desclassificação da Crown e da equipe irmã TMG, por conta do caso Pneugate. Mas depois, o brasiliense conquistou sua segunda vitória, a primeira como titular, na corrida sprint de El Pinar, o que também o tornou o primeiro piloto a vencer no circuito uruguaio. Ele fechou o ano em 11º lugar, com 692 pontos, mas ficou mais de cem pontos abaixo de Baptista, que chegou a sonhar com o título, mas acabou em sexto.
Em dezembro de 2024, foi anunciada a transferência de Elias para a Scuderia Bandeiras, equipe de Átila Abreu que estreará na Stock Car Pro Series em 2025. O piloto do carro 28 guia um Chevrolet Tracker e tem Átila como seu companheiro de equipe. Em 19 de julho, Elias conquistou sua primeira vitória da temporada (e a primeira da Scuderia Bandeiras) na corrida sprint do Velo Città.

## Resultados

### Resumo da carreira
| Temporada | Categoria                                   | Equipe             | Corridas | Vitórias | Poles | V.M.R. | Pódios | Pontos | Posição |
| --------- | ------------------------------------------- | ------------------ | -------- | -------- | ----- | ------ | ------ | ------ | ------- |
| 2017      | F3 Academy                                  | HitechGP           | 16       | 2        | 0     | 0      | 11     | 132    | 3º      |
| 2018      | Porsche Carrera Cup Brasil - 3.8            | N / D              | 12       | 0        | 2     | 0      | 0      | 109    | 7º      |
| 2019      | Porsche Carrera Cup Brasil - 3.8            | N / D              | 12       | 4        | 10    | 5      | 3      | 200    | 1º      |
| 2020      | Porsche Carrera Cup Brasil                  | N / D              | 13       | 2        | 6     | 2      | 2      | 166    | 2º      |
| 2021      | Porsche Endurance Series Carrera Cup Brasil | N / D              | 3        | 0        | 1     | 0      | 2      | 201    | 1º      |
| 2022      | Porsche Carrera Cup Brasil                  | N / D              | 12       | 5        | 5     | 5      | 7      | 190    | 1º      |
| 2022      | Stock Car Pro Series                        | Shell V-Power      | 1        | 1        | 0     | 0      | 1      | 0      | NC†     |
| 2023      | Stock Car Pro Series                        | Crown Racing       | 24       | 0        | 0     | 0      | 0      | 81     | 26º     |
| 2023      | Le Mans Cup - LMP3                          | Murphy Prototypes  | 1        | 0        | 0     | 0      | 0      | 0      | 26º     |
| 2024      | Stock Car Pro Series                        | Crown Racing       | 24       | 1        | 0     | 0      | 4      | 692    | 11º     |
| 2025      | Stock Car Pro Series                        | Scuderia Bandeiras | 8        | 1        | 0     | 0      | 1      | 206*   | 8º*     |

† Elias era piloto convidado, portanto, não era elegível para pontuar.

## Links externos
- Site oficial